# Crvena Hrvatska (časopis)
Crvena Hrvatska bio je tjednik iz Dubrovnika. Izlazio je od veljače 1891. godine. Od 1906. do 1912. izlazio je polutjedno. 
Uređivali su ga Frano Kovačević, Filip Čaroki, Frano Supilo, Vlaho Kelez, Milan Marjanović, Ivo de Giulli (poslije član Jugoslavenskog odbora), Milorad Medini (u aneksijskom razdoblju 1907. – 1910.), Antun I. Šapro i Ivo Arsete.
Izdavači su bili Frano Supilo, Ivo de Giulli, Milorad Medini i Antun Šapro.
U ovom su listu Ante Trumbić i Frano Supilo iznosili svoje liberalne pravaške stavove, po kojima bi Hrvatska bila izvan Austro-Ugarske Monarhije. Od poznatih suradnika u Crvenoj Hrvatskoj pisao je i hrvatski povjesničar Nikola Zvonimir Bjelovučić. Zadaća ovog lista bila je suprotstaviti se velikosrpskim pretenzijama na Dalmaciju i srpskoj suradnji s dalmatinskim autonomašima. 
Bila je prvi pravaški list u Dubrovniku, a drugi koji se pojavio bilo je Pravo.

## Vanjske poveznice
- Crvena Hrvatska Proleksis enciklopedija